# Pallavolo ai XVII Giochi dei piccoli stati d'Europa - Convocazioni al torneo maschile
Elenco dei giocatori convocati per i XVII Giochi dei piccoli stati d'Europa.

## Cipro
| N° | Nome                      | Ruolo | Data di nascita  | Squadra             |
| -- | ------------------------- | ----- | ---------------- | ------------------- |
| -  | Evangelos Koutouleas      | All   | -                | -                   |
| 1  | Georgios Chrysostomou     | C     | 26 novembre 1987 | Pafiakos            |
| 2  | Nikolaos Eleutheriou      | S     | 17 ottobre 1997  | Anagennīsī Deryneia |
| 3  | Achilleas Petrakidis      | S/O   | 12 agosto 1994   | Omonia              |
| 5  | Antonis Christofi         | P     | 5 settembre 1984 | Karavas             |
| 6  | Dimitris Apostolou        | S     | 21 maggio 1984   | Omonia              |
| 7  | Gabriel Georgiou          | S/O   | 23 gennaio 1989  | APOEL               |
| 9  | Vladimir Knežević         | S     | 19 luglio 1984   | Anorthōsīs          |
| 10 | Ioannis Kontos            | S     | 16 aprile 1987   | Anorthōsīs          |
| 11 | Christos Papadopoulos     | C     | 25 novembre 1986 | Foinikas Syro       |
| 12 | Aggelos Alexiou           | C     | 4 febbraio 1987  | Omonia              |
| 13 | Anthimos Economides       | P     | 25 gennaio 1985  | Pafiakos            |
| 15 | Marinos Papachristodoulou | L     | 11 novembre 1983 | Omonia              |

## Islanda
| N° | Nome                   | Ruolo | Data di nascita   | Squadra                |
| -- | ---------------------- | ----- | ----------------- | ---------------------- |
| -  | Rogerio Ponticelli     | All   | 31 maggio 1968    | -                      |
| 1  | Nökkvi Halldórsson     | S/O   | 27 giugno 1999    | -                      |
| 2  | Kjartan Grétarsson     | C     | 23 agosto 1982    | -                      |
| 3  | Lúðvík Matthíasson     | P     | 2 settembre 1996  | -                      |
| 4  | Kristján Valdimarsson  | S/O   | 15 febbraio 1989  | -                      |
| 6  | Arnar Björnsson        | L     | 20 luglio 1990    | -                      |
| 7  | Theódór Þorvaldsson    | S     | 19 settembre 1997 | -                      |
| 8  | Hafsteinn Valdimarsson | C     | 15 febbraio 1989  | Raiffeisen Waldviertel |
| 9  | Benedikt Tryggvason    | S     | 28 febbraio 1995  | -                      |
| 11 | Róbert Hlöðversson     | S/O   | 12 ottobre 1978   | -                      |
| 14 | Ævarr Birgisson        | S     | 16 novembre 1996  | -                      |
| 16 | Máni Matthíasson       | P     | 19 maggio 1999    | -                      |
| 18 | Alexander Stefánsson   | C     | 5 dicembre 1990   | -                      |

## Lussemburgo
| N° | Nome              | Ruolo | Data di nascita  | Squadra       |
| -- | ----------------- | ----- | ---------------- | ------------- |
| -  | Dieter Scholl     | All   | 28 gennaio 1969  | -             |
| 1  | Dominik Husi      | L     | 5 gennaio 1985   | Einsiedeln    |
| 2  | Olivier de Castro | L     | 12 febbraio 1988 | Strassen      |
| 3  | Mateja Gajin      | S/O   | 16 dicembre 1996 | Fentange      |
| 4  | Kamil Rychlicki   | S     | 1º novembre 1996 | Maaseik       |
| 5  | Arnaud Maroldt    | S/O   | 30 giugno 1987   | Escher        |
| 6  | Gilles Braas      | P     | 17 marzo 1992    | RSR Walfer    |
| 7  | Jan Lux           | C     | 21 giugno 1984   | Einsiedeln    |
| 9  | Steve Weber       | S/O   | 18 febbraio 1997 | Bliesen       |
| 11 | Tim Laevaert      | S     | 25 gennaio 1987  | Strassen      |
| 13 | Yannick Erpelging | C     | 11 maggio 1997   | Bartréng      |
| 14 | Chris Zuidberg    | C     | 2 settembre 1994 | Tours         |
| 21 | Janis Freidenfels | C     | 9 marzo 1983     | Lorentzweiler |

## Monaco
| N° | Nome                  | Ruolo | Data di nascita  | Squadra |
| -- | --------------------- | ----- | ---------------- | ------- |
| -  | Dragan Pezelj         | All   | 22 febbraio 1967 | -       |
| 2  | Thomas Darvaux-Hubert | -     | 10 agosto 1990   | -       |
| 3  | Frederic Waltz        | C     | 8 settembre 1990 | -       |
| 4  | Dragan Pezelj         | P     | 22 febbraio 1967 | -       |
| 6  | Adrien Gueru          | -     | 1º giugno 1990   | -       |
| 7  | Mathieu Orszulak      | -     | 26 giugno 1989   | -       |
| 8  | Henry Authier         | -     | 12 novembre 1985 | -       |
| 10 | Guillaume Imary       | L     | 15 ottobre 1990  | -       |
| 12 | Tom Succo             | -     | 16 giugno 2000   | -       |
| 14 | Pascal Ferry          | S/O   | 26 febbraio 1988 | -       |
| 15 | Vincent Ferry         | -     | 4 febbraio 1990  | -       |
| 17 | Frederic Ristorto     | S     | 1º ottobre 1991  | -       |
| 18 | Anthony Ferreyrolles  | -     | 18 maggio 1999   | -       |

## San Marino
| N° | Nome               | Ruolo | Data di nascita   | Squadra      |
| -- | ------------------ | ----- | ----------------- | ------------ |
| -  | Stefano Mascetti   | All   | 23 maggio 1967    | -            |
| 2  | Marco Rondelli     | P     | 6 luglio 1994     | Beach & Park |
| 4  | David Zonzini      | C     | 11 marzo 1994     | Beach & Park |
| 5  | Paolo Crociani     | P     | 26 settembre 1986 | Beach & Park |
| 7  | Giuliano Vanucci   | C     | 29 giugno 1990    | -            |
| 8  | Federico Tentoni   | S     | 10 maggio 1999    | Beach & Park |
| 9  | Nicolas Farinelli  | S/O   | -                 | -            |
| 10 | Lorenzo Benvenuti  | S     | 8 luglio 1994     | -            |
| 11 | Ivan Stefanelli    | S     | 23 settembre 1978 | Beach & Park |
| 14 | Andrea Lazzarini   | S     | 28 maggio 1990    | Beach & Park |
| 15 | Francesco Tabarini | S     | 19 marzo 1981     | Beach & Park |
| 16 | Valerio Guagnelli  | S     | 20 maggio 1975    | -            |
| 18 | Matteo Zonzini     | C     | 4 settembre 1989  | Beach & Park |